# Saint-Gilles-de-la-Neuville
Saint-Gilles-de-la-Neuville est une commune française située dans le département de la Seine-Maritime en région Normandie.

## Géographie
| Virville      |                             | Parc-d'Anxtot             |
| Graimbouville | Saint-Gilles-de-la-Neuville | Saint-Jean-de-la-Neuville |
|               | Gommerville                 | Les Trois-Pierres         |

### Hydrographie
La commune est située dans le bassin Seine-Normandie. Elle n'est drainée par aucun cours d'eau,. Néanmoins un plan d'eau est présent sur le territoire communal : la mare Beau Sole (0,09 ha),.

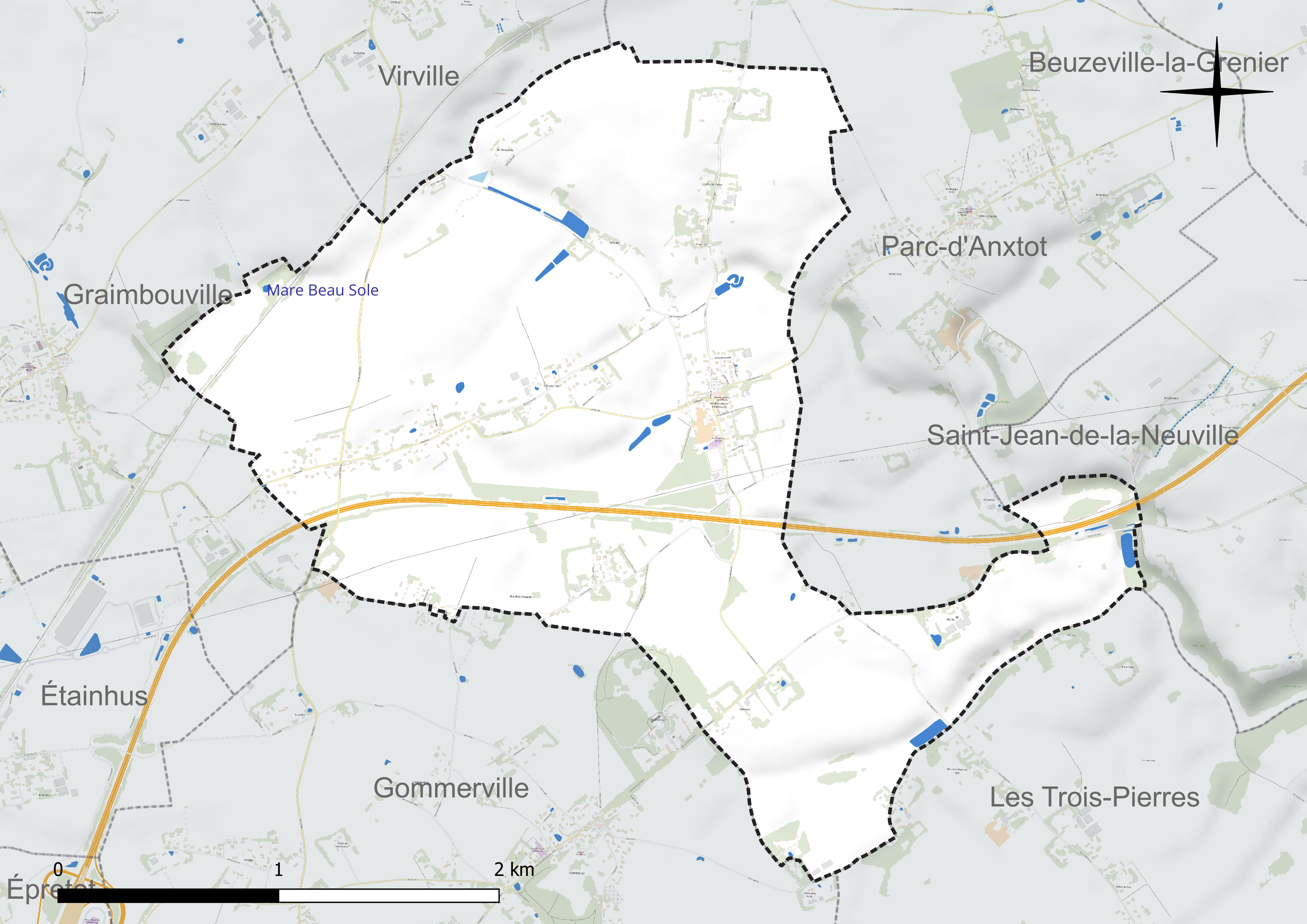
Réseau hydrographique de Saint-Gilles-de-la-Neuville.

### Climat
Pour des articles plus généraux, voir Climat de la Normandie et Climat de la Seine-Maritime.
En 2010, le climat de la commune est de type climat océanique franc, selon une étude du CNRS s'appuyant sur une série de données couvrant la période 1971-2000. En 2020, Météo-France publie une typologie des climats de la France métropolitaine dans laquelle la commune est exposée à un climat océanique et est dans la région climatique Côtes de la Manche orientale, caractérisée par un faible ensoleillement (1 550 h/an) ; forte humidité de l’air (plus de 20 h/jour avec humidité relative > 80 % en hiver), vents forts fréquents. Parallèlement le GIEC normand, un groupe régional d’experts sur le climat, différencie quant à lui, dans une étude de 2020, trois grands types de climats pour la région Normandie, nuancés à une échelle plus fine par les facteurs géographiques locaux. La commune est, selon ce zonage, exposée à un « climat maritime », correspondant au Pays de Caux, frais, humide et pluvieux, légèrement plus frais que dans le Cotentin.
Pour la période 1971-2000, la température annuelle moyenne est de 10,2 °C, avec une amplitude thermique annuelle de 12,7 °C. Le cumul annuel moyen de précipitations est de 958 mm, avec 13,4 jours de précipitations en janvier et 8,9 jours en juillet. Pour la période 1991-2020, la température moyenne annuelle observée sur la station météorologique la plus proche, située sur la commune de Octeville-sur-Mer à 19 km à vol d'oiseau, est de 11,5 °C et le cumul annuel moyen de précipitations est de 790,7 mm,. Pour l'avenir, les paramètres climatiques de la commune estimés pour 2050 selon différents scénarios d’émission de gaz à effet de serre sont consultables sur un site dédié publié par Météo-France en novembre 2022.

## Urbanisme

### Typologie
Au 1er janvier 2024, Saint-Gilles-de-la-Neuville est catégorisée commune rurale à habitat dispersé, selon la nouvelle grille communale de densité à sept niveaux définie par l'Insee en 2022.
Elle est située hors unité urbaine. Par ailleurs la commune fait partie de l'aire d'attraction du Havre, dont elle est une commune de la couronne,. Cette aire, qui regroupe 116 communes, est catégorisée dans les aires de 200 000 à moins de 700 000 habitants,.

### Occupation des sols
L'occupation des sols de la commune, telle qu'elle ressort de la base de données européenne d’occupation biophysique des sols Corine Land Cover (CLC), est marquée par l'importance des territoires agricoles (94,7 % en 2018), une proportion sensiblement équivalente à celle de 1990 (94,6 %). La répartition détaillée en 2018 est la suivante : 
terres arables (62,9 %), prairies (29,4 %), zones urbanisées (4,1 %), zones agricoles hétérogènes (2,4 %), espaces verts artificialisés, non agricoles (1,3 %). L'évolution de l’occupation des sols de la commune et de ses infrastructures peut être observée sur les différentes représentations cartographiques du territoire : la carte de Cassini (XVIIIe siècle), la carte d'état-major (1820-1866) et les cartes ou photos aériennes de l'IGN pour la période actuelle (1950 à aujourd'hui).

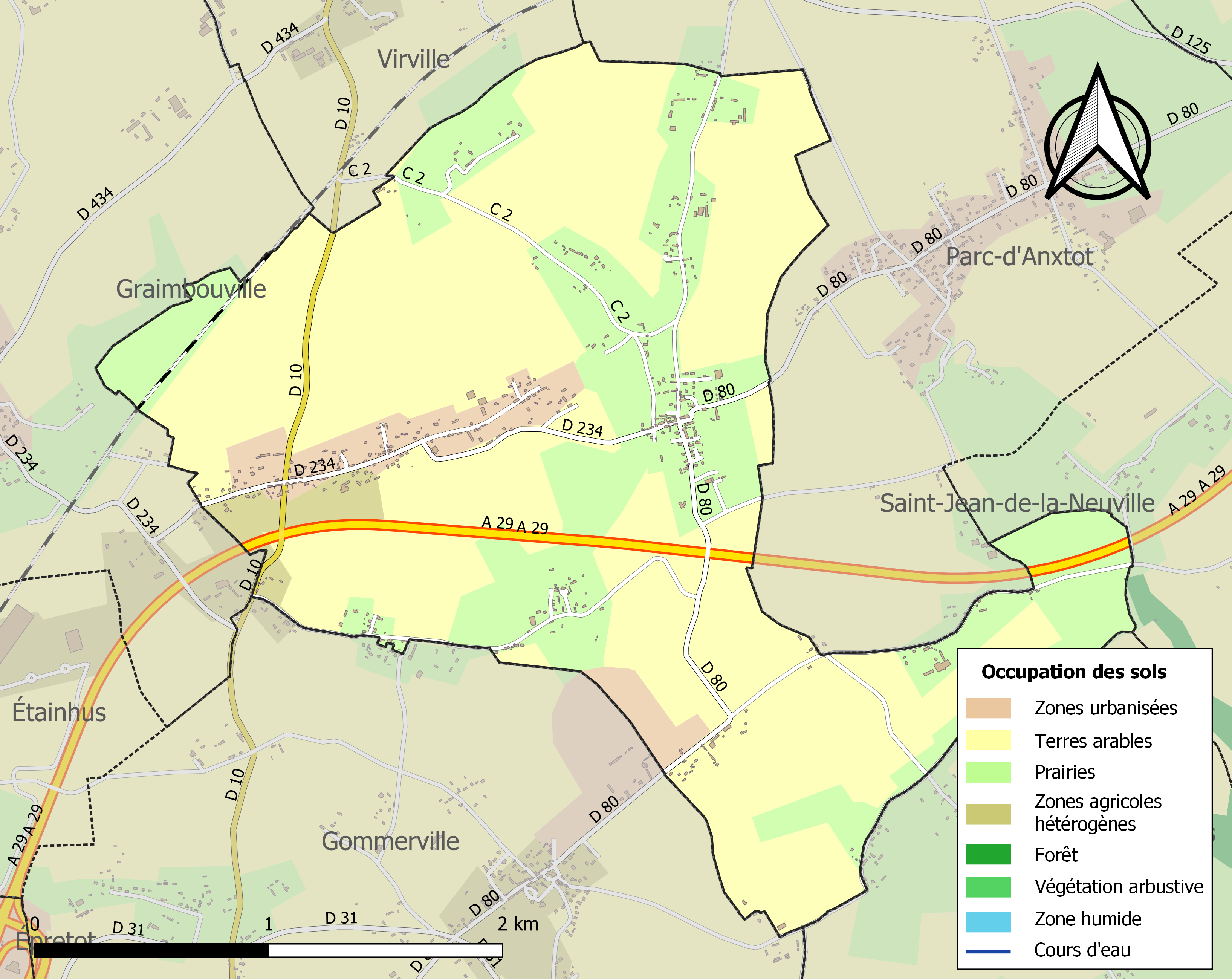
Carte des infrastructures et de l'occupation des sols de la commune en 2018 (CLC).

## Toponymie
Le nom de la localité est attesté sous les formes Novam Villam de Sancto Egidio en 1202 et 1203; Sanctus Aegydius nova Villa vers 1240; Paroisse Sancti Egidii de Novavilla en 1255; Sanctus Egidius de Novavilla en 1337; Saint Gille de Capella de Novavilla en 1431 (Longnon 20, 27, 87, 85); Saint Gille capella de Nova villa entre 1319 et 1422, entre 1433 et 1458; Saint Gille de capella de Nova villa en 1398 et entre 1403 et 1432; Ecclesia parrochia Sancti Egidii de Novavilla en 1495; Sanctus Egidius de Novavilla au XVIe siècle; Saint Gilles de la Neuville en 1713; Saint Gilles de la Neuville en 1757 (Cassini); Fief de Saint Gilles de la Neuville entre 1777 et 1785 et en  1789,.
L'hagiotoponyme Saint-Gilles fait référence à Gilles l'Ermite qui, chaque année au 1er septembre, faisait l'objet d'un pèlerinage à Anceaumeville pour la guérison des enfants dont les pas demeuraient chancelants.

## Histoire
Paroisse  créée  aux XIIe et XIIIe siècles dans la forêt de Lillebonne.
« Ecclesias meas de proprestura foreste de Lislebona scilicet ecclesiam sancti Egidii cum capella Sancti Thome » entre 1177 et 1189.

## Politique et administration
| Période                                  | Période                    | Identité            | Étiquette | Qualité                                   |
| ---------------------------------------- | -------------------------- | ------------------- | --------- | ----------------------------------------- |
| Les données manquantes sont à compléter. |                            |                     |           |                                           |
| avant 1995                               |                            | Jean Adam           | DVD       |                                           |
| Les données manquantes sont à compléter. |                            |                     |           |                                           |
| mars 2001                                | 2014                       | Moïse Colombel      |           | Retraité de chez Dumesnil à Graimbouville |
| 2014                                     | En cours (au 10 août 2020) | Valérie Huon-Demare |           | Réélue pour le mandat 2020-2026,          |

## Démographie
L'évolution du nombre d'habitants est connue à travers les recensements de la population effectués dans la commune depuis 1793. Pour les communes de moins de 10 000 habitants, une enquête de recensement portant sur toute la population est réalisée tous les cinq ans, les populations de référence des années intermédiaires étant quant à elles estimées par interpolation ou extrapolation. Pour la commune, le premier recensement exhaustif entrant dans le cadre du nouveau dispositif a été réalisé en 2007.

En 2022, la commune comptait 659 habitants, en évolution de +0,3 % par rapport à 2016 (Seine-Maritime : +0,35 %, France hors Mayotte : +2,11 %).
| 1793 | 1800 | 1806 | 1821 | 1831 | 1836 | 1841 | 1846 | 1851 |
| ---- | ---- | ---- | ---- | ---- | ---- | ---- | ---- | ---- |
| 728  | 750  | 766  | 773  | 755  | 784  | 785  | 800  | 793  |

| 1856 | 1861 | 1866 | 1872 | 1876 | 1881 | 1886 | 1891 | 1896 |
| ---- | ---- | ---- | ---- | ---- | ---- | ---- | ---- | ---- |
| 734  | 750  | 737  | 673  | 696  | 581  | 567  | 577  | 561  |

| 1901 | 1906 | 1911 | 1921 | 1926 | 1931 | 1936 | 1946 | 1954 |
| ---- | ---- | ---- | ---- | ---- | ---- | ---- | ---- | ---- |
| 575  | 502  | 512  | 503  | 506  | 487  | 455  | 486  | 413  |

| 1962 | 1968 | 1975 | 1982 | 1990 | 1999 | 2006 | 2007 | 2012 |
| ---- | ---- | ---- | ---- | ---- | ---- | ---- | ---- | ---- |
| 413  | 386  | 401  | 445  | 515  | 562  | 625  | 635  | 663  |

| 2017 | 2022 | - | - | - | - | - | - | - |
| ---- | ---- | - | - | - | - | - | - | - |
| 645  | 659  | - | - | - | - | - | - | - |

## Culture locale et patrimoine

### Lieux et monuments
L'église Saint-Gilles abrite un mobilier répertorié dans l'Inventaire général du patrimoine culturel, dont un vitrail du maître verrier chartrain François Lorin de 1960.

### Patrimoine naturel
Site classé
- Le château de Filières est classé au titre des sites naturels  Site classé (1942)[29]. L'arrêté mentionne, au sujet de Saint-Gilles,   les plantations, les immeubles nus, y compris les avenues d'arbres dites « La Cathédrale », « Du Midi » et la « Petite Suisse ».

## Pour approfondir